# Bryan Coquard
Bryan Coquard (n. 25 aprilie 1992, Saint-Nazaire, Pays de la Loire, Franța) este un ciclist francez, medaliat olimpic. A participat la o ediție a Jocurilor Olimpice (2012) în care a câștigat o medalie de argint.